# Гулагер, Джон
Джо́н То́мпсон Гула́гер (англ. John Thompson Gulager; род. 19 декабря 1957, Нью-Йорк, Нью-Йорк, США) — американский режиссёр, актёр и оператор, известный как создатель комедийного фильма ужасов «Пир» (2005) и его продолжений.
Среди других его известных режиссёрских работ: «Пираньи 3DD» (2012), «Ночь зомби» (2013) и «Дети кукурузы: Беглянка» (2018).

## Карьера
Режиссёрский дебют Гулагера состоялся в 2005 году с выходом комедийного фильма ужасов «Пир», который был выпущен в ограниченный прокат кинокомпанией Miramax. За свою работу над «Пиром» Гулагер получил статус лучшего режиссёра на кинофестивале Fantastic Fest в 2005 году.
В 2007 году Гулагер исполнил второстепенные роли Голди и Мориса Грегори в драматическом фильме «Он был тихоней» с Кристианом Слейтером в главной роли.
В 2008 году Гулагер вернулся к работе над продолжением «Пира» — «Пир 2: Кровавые секунды». Во втором фильме он вновь исполнил свою роль режиссёра.
В 2009 году Гулагер вновь занял пост режиссёра в триквеле «Пира» под названием «Пир 3: Счастливая кончина», который стал финалом одноимённой франшизы.
В 2012 году Гулагер занял пост режиссёра в комедийном фильме ужасов «Пираньи 3DD», заменив на этой должности Александра Ажа, который был режиссёром первого фильма.
В 2013 году Гулагер, в сотрудничестве с компанией The Asylum и телеканалом Syfy, снял фильм ужасов про зомби — «Ночь зомби», премьера которого состоялась на Syfy 26 октября 2013 года. Как позже заявил сам Гулагер, он пытался добиться максимального реализма в фильме и поэтому на роли зомби выбирались люди инвалиды и люди с ампутированными конечностями, а использование компьютерной графики в фильме было минимальным.
В 2018 году состоялась премьера фильма «Дети кукурузы: Беглянка», который был снят Гулагером.

## Личная жизнь
С 1986 года Джон женат на актрисе Дайане Голднер, которая, ко всему прочему, исполнила главную роль в «Пире» и его сиквелах и в «Детях кукурузы: Беглянка».

## Фильмография
| Год  | Название                       | Должность | Должность | Должность |
| Год  | Название                       | Режиссёр  | Оператор  | Актёр     |
| ---- | ------------------------------ | --------- | --------- | --------- |
| 1969 | День с мальчиками              | Нет       | Нет       | Да        |
| 1999 | Грузовик Палмера               | Нет       | Нет       | Да        |
| 2002 | Поэт пишет своей жене          | Нет       | Да        | Да        |
| 2005 | Вик                            | Нет       | Да        | Нет       |
| 2005 | Пир                            | Да        | Нет       | Да        |
| 2005 | Ла Луча: Борьба                | Нет       | Да        | Нет       |
| 2005 | Домашние питомцы порнозвёзд    | Нет       | Да        | Нет       |
| 2007 | Он был тихоней                 | Нет       | Нет       | Да        |
| 2008 | Пульс 2: После жизни           | Нет       | Нет       | Да        |
| 2008 | Пир 2: Кровавые секунды        | Да        | Нет       | Нет       |
| 2009 | Пир 3: Счастливая кончина      | Да        | Нет       | Нет       |
| 2012 | Пираньи 3DD                    | Да        | Нет       | Нет       |
| 2013 | Ночь зомби                     | Да        | Нет       | Нет       |
| 2018 | Восставший из ада 10: Приговор | Нет       | Нет       | Да        |
| 2018 | Дети кукурузы: Беглянка        | Да        | Нет       | Нет       |
| 2024 | Семь кладбищ                   | Да        | Нет       | Нет       |